# Richfield (Wisconsin)
Richfield es una villa situada en el condado de Washington, Wisconsin, Estados Unidos. Tiene una población estimada, a mediados de 2023, de 11 841 habitantes.

## Geografía
La localidad está ubicada en las coordenadas 43°14′22″N 88°14′02″O / 43.23944, -88.23389 (43.23939, -88.234017). Según la Oficina del Censo, tiene una superficie total de 94.44 km², de los cuales 93.02 km² corresponden a tierra firme y 1.42 km² están cubiertos de agua.

## Demografía
Según el censo de 2020, en ese momento la localidad tenía una población de 11 739 habitantes. La densidad de población era de 126.20 hab./km². El 94.74% de los habitantes eran blancos, el 0.60% eran afroamericanos, el 0.09% eran amerindios, el 1.31% eran asiáticos, el 0.01% era isleño del Pacífico, el 0.51% eran de otras razas y el 2.74% eran de una mezcla de razas. Del total de la población, el 1.51% eran hispanos o latinos de cualquier raza.